# Stan Niesten
Stan Niesten (19 november 1996) is een Nederlandse atleet. Hij is gespecialiseerd in lange afstand, werd in 2022 Nederlands kampioen over de 10.000 m en lange cross in het veldlopen.
Naast zijn topsport carrière is hij sinds 2022 werkzaam als web analist bij DPG Media.

## Nederlandse kampioenschappen
| Onderdeel                 | Jaar |
| ------------------------- | ---- |
| 10.000 m                  | 2022 |
| veldlopen (lange afstand) | 2022 |

## Persoonlijke Records
Outdoor
| Afstand  | Tijd     | Datum             | Plaats         |
| -------- | -------- | ----------------- | -------------- |
| 5000 m   | 13.35,26 | 6 september 2020  | Heusden-Zolder |
| 10.000 m | 28.30,81 | 19 september 2020 | Leiden         |

Indoor
| Afstand | Tijd    | Datum           | Plaats  |
| ------- | ------- | --------------- | ------- |
| 3000 m  | 7.55,92 | 29 januari 2022 | Seattle |

Weg
| Afstand        | Tijd    | Datum             | Plaats     |
| -------------- | ------- | ----------------- | ---------- |
| 10 km          | 28.52   | 11 februari 2024  | Schoorl    |
| 10 Eng. Mijl   | 47.17   | 17 september 2022 | Amsterdam  |
| Halve marathon | 1:02.09 | 10 maart 2024     | Gentbrugge |
| Marathon       | 2:10.10 | 14 april 2024     | Rotterdam  |

## Palmares

### 3000 m
- 2020:  NK indoor in Apeldoorn - 8.01,37

### 5000 m
- 2015: 13e EJK in Eskilstuna - 14:58.19
- 2019:  NK in Den Haag - 14.12,26
- 2019: 7e European Team Championships First League in Sandnes - 14:13.15
- 2020:  NK in Utrecht - 13.45,36
- 2020: 5e Nacht van de Atletiek - 13.35,26

### 10.000 m
- 2020:  NK in Leiden - 28.30,81
- 2022:  NK in Leiden - 28.50,62

### 5 km
- 2025: 6e BIG5 te Nieuwegein - 14.08

### 10 km
- 2018: 13e Singelloop Utrecht - 30.02
- 2019:  NK in Schoorl (7e overall) - 29.03
- 2023: 52e 10 km van Valencia - 29.06
- 2024: 5e NK (8e overall) - 28.53

### 12 km
- 2019: 6e Zandvoort Circuit Run - 36.53

### 10 E. Mijl
- 2015: 20e Dam tot Damloop - 51.08
- 2018: 20e Dam tot Damloop - 49.07
- 2019: 17e Dam tot Damloop - 49.34
- 2022: 10e Dam tot Damloop - 47.17
- 2023: 25e Dam tot Damloop - 48.45

### Halve marathon
- 2020: 13e City-Pier-City Loop - 1:03.35
- 2022: 7e Singelloop Breda - 1:04.40
- 2023: 5e City-Pier-City Loop - 1:03.26
- 2024: 10e Halve marathon van Gent - 1:02.09

### Marathon
- 2023:  NK in Rotterdam (20e overall) - 2:14.26
- 2024:  NK in Rotterdam (10e overall) - 2:10.10

### Veldlopen
- 2014: 27e EK U20 in Samokov (6,085 km) - 21.07
- 2015: 6e EK U20 in Hyères (5,947 km) - 17.51
- 2018: 11e EK U23 in Tilburg (8,3 km) - 24.13
- 2019: 29e EK in Lissabon (10,2 km) - 31.34
- 2021: 12e Warandecross (10 km) - 30.49
- 2022:  NK in Tilburg /  Warandecross - 29.34
- 2022: 50e EK in Venaria Reale (10 km) - 31.37
- 2024:  NK (9700 m) - 29.19